# Ovócito
Os ovócitos ou oócitos, são células germinativas femininas ou células sexuais produzidas nos ovários. Resultam de um processo fisiológico denominado ovogénese (ovogénese, ovogênese ou ovogênese).
Durante este processo formam-se dois tipos de ovócitos, o Ovócito I (ovócito de 1ª ordem, ovócito I ou ovócito de 1ª ordem) e o Ovócito II (ovócito de 2ª ordem, ovócito II ou ovócito de 2ª ordem).

## Tipos de ovócitos

### Ovócito I, Ovócito de 1ª Ordem, Ovócito I ou Ovócito primário
É a célula diploide que resulta da fase do crescimento da ovogénese, que ocorre ainda durante a vida intra-uterina. Durante esta fase as Ovogonias aumentam de volume devido à acumulação de substâncias de reserva(vitelo), levando a que se formem células de grandes dimensões, os ovócitos I.

### Ovócito II, Ovócito de 2ª ordem, Ovócito II ou Ovócito secundário
É uma célula formada, juntamente com o 1º glóbulo polar, a partir da meiose I (1º divisão ou divisão I da meiose) de um ovócito I, durante a fase de maturação da ovogénese. Como a citocinese que ocorre no fim desta divisão é desigual, origina uma célula de pequenas dimensões contendo no seu interior praticamente só o núcleo haploide, o 1º glóbulo polar (que vai acabar por degenerar) e uma célula de grandes dimensões com praticamente todo o citoplasma do ovócito I, o ovócito II (haploide) que é possuidor de uma grande quantidade de vitelo.
Nos seres humanos, bem como na maioria dos mamíferos, o ovócito II inicia a meiose II, mas pára-a na metáfase II, altura em que ocorre então a ovulação de um - ou vários, dependendo da espécie ou do tratamento - ovócitos II em metáfase II do ovário para as trompas de Falópio. A meiose só terminará se entretanto ocorrer a fecundação deste ovócito II em metáfase II, dando então origem ao óvulo e 2º glóbulo polar (que também degenera).

## Quantidade de ovócitos e quantidade de vitelo
Os animais desenvolveram diferentes estratégias do ponto de vista da quantidade de ovócitos produzidos, para assegurar a continuidade da espécie. Os animais pelágicos, tanto invertebrados como peixes, produzem, em geral, grande quantidade de ovócitos pequenos, portanto com pequena quantidade de vitelo que, depois da fertilização, se transformam numa miríade de pequenas larvas que se alimentam de plâncton. Este processo tem os inconvenientes de tornar as larvas dependentes da abundância de alimento e acessíveis aos predadores. Estima-se que a percentagem de ovócitos que chega ao estado adulto é muito pequena, menos de 10%. Em muitas espécies de peixes, no entanto, as larvas nascem com um saco vitelino que as alimenta durante algum tempo, evitando assim a sua dependência do plâncton; nestas espécies, o vitelo existente no ovócito tem que ser substancialmente maior que nos outros organismos, limitando o número de ovócitos por postura (ou desova).
Outros animais, tanto aquáticos, mas especialmente os terrestres, dentre os ovíparos, especializaram-se para produzir uma pequena quantidade de grandes ovócitos, com uma grande quantidade de vitelo que assegura a alimentação do embrião. Além disso, muitas espécies desenvolveram várias formas de cuidados parentais, com o objetivo de proteger os ovos e as crias dos predadores e de assegurar a sua alimentação. Entre os animais aquáticos que adotaram estas estratégias, contam-se várias espécies de peixes que constroem ninhos e em muitos grupos de invertebrados marinhos.